# Punt de no retorn
Punt de no retorn é uma série de televisão catalã, dirigida por Raúl Gallego. A série é composta por curtas-metragens que abordam temas diversos, como meio ambiente, conflitos no mundo, democracia e inteligência artificial. Foi produzida pela TV3 da Catalunha e distribuída pela plataforma de streaming 3Cat.

## Episódios

### 1.ª temporada (2023)
1. "Dins la Jihad Islàmica Palestina i l'alternativa a les armes"
2. "Japó, la utopia d'IA i robots"
3. "El sacrifici del front d'Ucraïna"
4. "Indígenes del Canadà liderant la batalla pel clima"
5. "L'Argentina de Milei (part 1)"
6. "L'Argentina de Milei (part 2)"

### 2.ª temporada (2024)
Em exibição
1. "Israel Balagan"
2. "Armats i dividits: por i paranoia a una guerra civil als EUA"

## Prêmios e indicações
| Ano  | Prêmio                        | Categoria                     | Indicado          | Resultado |
| 2024 | 52º International Emmy Awards | Melhor série de curta duração | Punt de no retorn | Venceu    |